# Олощук Георгій Олександрович
Гео́ргій Олекса́ндрович Олощу́к — молодший сержант Збройних сил України, учасник російсько-української війни.
У складі 95-ї бригади брав участь у боях за Слов'янськ та Краматорськ.

## Нагороди
За особисту мужність і високий професіоналізм, виявлені у захисті державного суверенітету та територіальної цілісності України, вірність військовій присязі, відзначений — нагороджений
- орденом «За мужність» III ступеня (3.7.2015)